# اسلوونین اسپرایت
اسلوونین اسپرایت (به انگلیسی: Slovenian Spirit) یک شرکت هواپیمایی با کد یاتا Z2 است که در ۲۰۰۳ میلادی تأسیس شده‌است. دفتر مرکزی اسلوونین اسپرایت در گراتس، اتریش واقع شده‌است و قطب این شرکت هواپیمایی در فرودگاه ماریبر ادوارد روسجان قرار دارد و به ۱۱ مقصد، پرواز انجام می‌دهد.